# Инверзне хиперболичне функције
Инверзне хиперболичне функције су инверзи хиперболичних функција: sh x - синус хиперболични, ch x - косинус хиперболични, th x - тангенс хиперболични, cth - котангенс хиперболични. Називају се и ареа-фунције по латинској речи area - површина, јер представљају површину криволинијског троугла између темена хиперболе и исходишта координатног система (в. хиперболичне функције).
ареа-синус {\displaystyle \operatorname {arsh} x=\ln(x+{\sqrt {x^{2}+1}}),\;-\infty <x<\infty ,}
ареа-косинус {\displaystyle \operatorname {arch} x=\ln(x+{\sqrt {x^{2}-1}}),\;1<x<\infty ,}
ареа-тангенс {\displaystyle \operatorname {arth} x={\frac {1}{2}}\ln {\frac {1+x}{1-x}},\;-1<x<1,}
ареа-котангенс {\displaystyle \operatorname {arcth} x={\frac {1}{2}}\ln {\frac {x+1}{x-1}},\;x\in (-\infty ,-1)\cup (1,\infty ).}
Англосаксонске ознаке за хиперболични синус, косинус, тангенс и котангенс су: sinh, cosh, tanh, coth па се одговарајуће инверзне функције означавају arsinh, arcosh, artanh, arcoth. Због аналогија са тригонометријом, исте функције се понекад називају и аркус-функције, са суфиксом хиперболичне да би се разликовале од тригонометријских функција. Отуда скраћенице: arcsinh, arccosh, arctanh, arccoth. Ми их тада читамо аркус синус хиперболични, итд. Такође, инверзне функције означавају се уопште са индексом "-1", тако да имамо и следеће скраћенице: -1, -1, -1, -1. Читали би их: синус хиперболични на минус прву, итд.
Изводи инверзиних хиперболичних функција су:
{\displaystyle (\operatorname {arsh} x)'={\frac {1}{\sqrt {x^{2}+1}}},}
{\displaystyle (\operatorname {arch} x)'={\frac {1}{\sqrt {x^{2}-1}}},}
{\displaystyle (\operatorname {arth} x)'={\frac {1}{1-x^{2}}},}
{\displaystyle (\operatorname {arcth} x)'=-{\frac {1}{x^{2}-1}}.}
Инверзне хиперболичне функције се често јављају при интеграљењу рационалних функција и квадратних ирационалности.
У комплексној равни ове функције су вишезначне. Када се у њиховим формулама узму главне вредности логаритама добијају се једнозначне гране, тзв. главне вредности, које се пишу arsh z, arch z, arth z. Инверзне хиперболичне функције су везане с главним вредностима инверзних тригонометријских функција формулама:
{\displaystyle \operatorname {arsh} z={\frac {1}{i}}\arcsin iz,}
{\displaystyle \operatorname {arch} z=i\arccos z,}
{\displaystyle \operatorname {arth} z={\frac {1}{i}}\operatorname {arctg} iz,}
{\displaystyle \operatorname {arcth} z=i\operatorname {arctg} iz,\;i^{2}=-1.}